# 哈莱因附近普赫
哈莱因附近普赫是奥地利萨尔茨堡州哈莱因县的一个市镇。总面积21.02平方公里，总人口4221人，人口密度200.8人/平方公里（2005年）。